# مثيوة (قرية)
مثيوة هي قرية أمازيغية جبلية مغربية شمال المملكة. تنتمي مثيوة لإقليم شفشاون. تضم هذه القرية 12.076 نسمة (إحصاء 2004). و تسكنها غالبية قبائل مثيوة الأمازيغية.